# ناميكوجي نو شوجو
ناميكوجي نو شوجو (باليابانية: なめくじ少女، بالروماجي: Namekuji no Shōjo) هي مانغا يابانية من تأليف ورسم جونجي إيتو، نشرت من قبل أساهي سونوراما في مجلة الهالوين الشهرية و نشرت أيضا في نيموكي، منذ عام 1991 حتى 1995، تم تجميع فصول المانغا من قبل أساهي سونوراما في مجلد تانكوبون واحد، نشر في عام 1998.

## كايكي كانزومي

غلاف مجلد كايكي كانزومي نشر في عام 1996

كايكي كانزومي (باليابانية: 怪奇カンヅメ، بالروماجي: Kaiki Kanzume) هي إعادة نشر لمانغا ناميكوجي نو شوجو تحت عنوان كايكي كانزومي مع غلاف جديد للمانغا، نشرت في عام 1996.

## القصة
ناميكوجي نو شوجو (باليابانية: なめくじ少女، بالروماجي: Namekuji no Shōjo)
تدور احداث القصة عن فتاة بطيئة جدًا وهادئة
تتحول إلى حلزون فتحاول عائلتها مساعدتها.
الشيء الذي انجرف إلى الشاطئ (باليابانية: 漂着物، بالروماجي: Hyōchaku Mono)
تدور أحداث القصة عن مخلوق بحري غريب انجرف إلى الشاطئ، يشبه ثعبان البحر.
العفن (باليابانية: 黴، بالروماجي: Kabi)
تدور أحداث القصة عن أكاساكا وهو رجل عادي، بعد عام من العمل في الخارج عاد إلى وطنه، وعند عودته يجد منزله في حالة قذرة، والعفن منتشر في كل مكان.
ساموكي (باليابانية: 寒気، بالروماجي: Samuke)
تدور أحداث القصة عن يوجي الذي يرى جارته رينا ولديها ثقوب غامضة في ذراعيها، فيتذكر عندما كان طفلاً، حيث كان جده قد اصيب بمرض سبب له ثقوباً في جميع اجزاء جسده أيضا، فيجد دفتر مذكرات جده ويكتشف الحقيقة.
ريوكان (باليابانية: 旅館، بالروماجي: Ryokan)
تدور أحداث القصة عن ميتسويو عندما أراد والدها بشغف غريب تحويل منزلهم إلى منزل تقليدي، بغض النظر عن مدى تذكير والدتها له بعدم قدرته على تحقيق هدفه، فقد رفض الاستماع لها، وبعد ذلك غادرت ميتسويو ووالدتها المنزل، وبعد عشر سنوات قررت صديقة ميتسويو، التي أثارت قصتها إهتمامها، البحث عن منزل والدها.
أوميكو هايسويكان (باليابانية: うめく排水管، بالروماجي: Umeku Haisuikan)
تدور أحداث القصة عن رينا وماري شيميزو، اللتان عاشتا في ظل نظام والدتها الصارم من حيث النظافة، وقد أيدتا دائمًا هذا النظام. فتأتي نومي وهي طالبة قذرة ومثيرة للاشمئزاز، عندما تبدأ
في مطاردة رينا بشكل غريب، فإنها تشعر بالاشمئزاز منها، لذلك ابتكرت ماري خطة لإبعاد نومي عن أختها.
البيت العضوي (باليابانية: バイオハウス، بالروماجي: Bio House)
تدور أحداث القصة عن فتاة تدعى كوبوتا، دعاها رئيسها في العمل لتناول عشاء في منزله، وهو رجل كبير في السن يعمل في مجال التكنولوجيا الحيوية.

## وصلات خارجية
- ناميكوجي نو شوجو على موقع myanimelist
- كايكي كانزومي على موقع myanimelist